# Fusae Ičikawa
Fusae Ičikawa (市川 房枝, Ičikawa Fusae; 15. května 1893 Bisai – 11. února 1981) byla japonská feministka, politička a vůdkyně ženského hnutí. Byla klíčovou podporovatelkou ženského hnutí v Japonsku a její aktivita částečně přispěla k rozšíření volebního práva pro ženy v roce 1945.

## Životopis
Narodila se v roce 1893 ve městě Bisai v prefektuře Aiči. Byla vychovávána s důrazem na vzdělání, ale také byla svědcem otcova fyzického týrání, které se dopouštěl na její matce. Navštěvovala ženskou učitelskou akademii v Aiči s úmyslem stát se učitelkou na základní škole. Po přestěhování do Tokia v roce 1910 se však seznámila s ženským hnutím. Po návratu do Aiči v roce 1917 se stala první ženskou reportérkou v nagojských novinách Nagoja šimbun (名古屋新聞) a v roce 1920 spolu s průkopnicí japonské feminismu Raičó Hiracukou, založily Asociaci nových japonských žen (新婦人協会, Šin fudžin kjókai).

### Ženské hnutí za volební právo

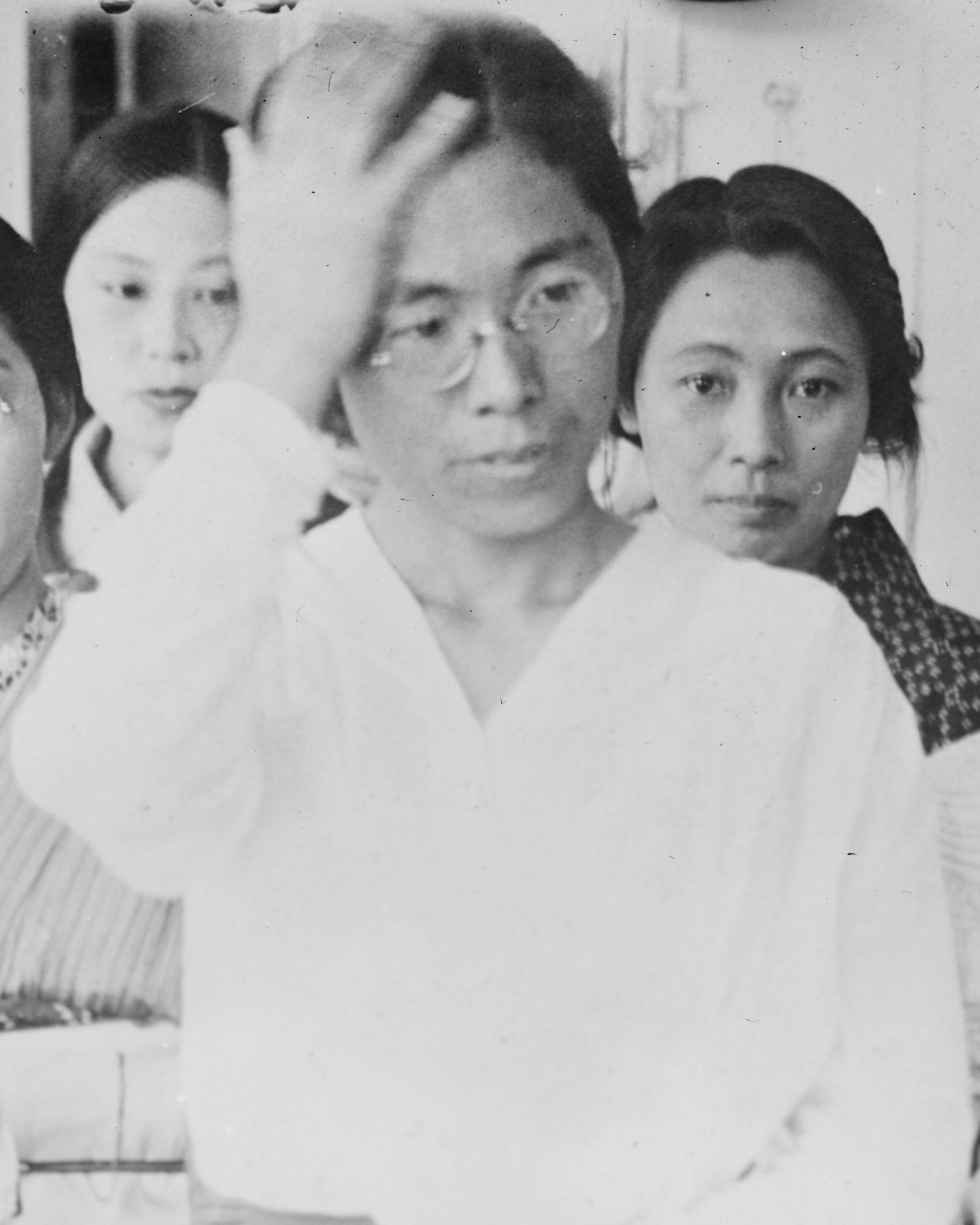
Fusae Ičikawa (20. léta 20. století)

Asociace nových japonských žen bylo první japonskou organizací založenou výslovně za účelem zlepšení postavení a blahobytu žen. Organizace pod Fusainým vedením vedla kampaň za změnu japonských zákonů zakazujících účast žen v politice. Protože ženám byl tento druh kampaně zakázán (stejným zákonem, který se organizace snažila zrušit), pořádala organizace pro podporu své kampaně, akce známé jako „přednášková setkání”. Zákon byl nakonec zrušen císařským parlamentem v roce 1922, poté se sdružení rozpadlo.
O dva roky později Fusae odcestovala do Spojených států s úmyslem navázat kontakt s americkou vůdkyní volebního práva žen Alice Paul. Po návratu do Japonska v roce 1924 pracovala v tokijské pobočce Mezinárodní organizace práce a založila první japonskou organizaci pro volební právo žen, Japonskou ligu pro volební právo žen (日本婦人有権者同盟, Nipon fudžin júkenša dómei), která v roce 1930 uspořádala vůbec první celostátní sjezd o zrovnoprávnění žen v Japonsku. Fusae úzce spolupracovala s Šigeri Jamatakou, která byla poté zvolena do Sněmovny radních.
V poválečném okupačním období Fusae hrála důležitou roli při prosazování volebního práva žen do japonské poválečné ústavy. Tvrdila, že politické posílení postavení žen mohlo zabránit vstupu Japonska do tak ničivé války. Svou činnost zahájila Nová japonská ženská liga jako organizace usilující o získání volebního práva pro ženy a Fusae Ičikawa byla jmenována její první předsedkyní.
Její úsilí spolu s požadavky Postupimské deklarace vyústilo v plné volební právo žen v listopadu 1945.

### Další aktivismus
Mezi její další kampaně patřily snahy o omezení korupce při volbách, které vedly k založení Ženského sdružení pro čistotu tokijské politiky v roce 1933 a k vytvoření oficiálního vládního úřadu, Ústředního sdružení pro čistotu voleb, do něhož byla Fusae jmenována jako jedna z pěti správkyň. Během druhé světové války byla jmenována tajemnicí Ústředního sdružení pro národní duchovní mobilizaci, organizace vytvořené japonskou vládou za účelem zvýšení podpory obyvatelstva japonskému válečnému úsilí. Působila také jako správkyně Velké japonské ženské asociace, která koordinovala úsilí soukromých podpůrných organizací.
Jako neúnavná bojovnice za ženské otázky organizovala a účastnila se ženských konferencí v Japonsku i na mezinárodní úrovni. V roce 1980 se stala vůdčím hlasem při naléhání na japonskou vládu, aby ratifikovala Úmluvu o odstranění všech forem diskriminace žen.

### Politická kariéra
Po druhé světové válce byla zpočátku okupačními úřady vyloučena z politických a vládních funkcí. Po skončení okupace se do politiky vrátila a v roce 1953 byla zvolena do parlamentu jako zastupitelka Tokia. Nadále se věnovala otázkám důležitým pro ženy a také volebním reformám. Dvakrát byla znovu zvolena, ale v dalším pokusu o znovuzvolení neuspěla a v roce 1971 opustila svůj úřad.
V roce 1974 však byla tehdy 81letá Fusae požádána, aby znovu kandidovala, a získala čtvrté funkční období v parlamentu. V roce 1980 byla znovu zvolena do Sněmovny reprezentantů, a to s nejvyšším počtem hlasů z celostátního volebního obvodu.
Zemřela 11. února 1981 ve věku 87 let.

## Ocenění
V roce 1974 jí byla udělena cena Ramona Magsaysaye za vedení společnosti za její úsilí o podporu sociální rovnosti.